# 姫路市立的形小学校
姫路市立的形小学校（ひめじしりつ まとがたしょうがっこう）は、兵庫県姫路市的形町的形にある公立小学校。

## 沿革
- 1873年（明治6年） - 印南郡的形村に逍遥小学校・的文小学校・明倫小学校が開校。寺院境内を借用した。
- 1874年（明治7年） - 福泊に明泊小学校が開校。
- 1876年（明治9年）4月25日 - 逍遥・的文・明倫・明泊の4校を統合し、的形小学校を設置。
- 1883年（明治17年）6月28日 - 印南郡曽根村の曽根霊松小学校（現・高砂市立曽根小学校）が倉南小学校と改称し、これの分校となる。倉南小学校的形分校と改称。
- 1884年（明治18年） - 独立校に戻り、的形小学校と改称。
- 1887年（明治20年） - 的形簡易小学校と改称。
- 1891年（明治24年） - 的形簡易小学校が廃校となる。
- 1892年（明治25年） - 的形尋常小学校が開校。
- 1900年（明治33年） - 高等科を併置し、的形尋常高等小学校と改称。
- 1941年（昭和16年）4月1日 - 国民学校令により、印南郡的形国民学校と改称。
- 1947年（昭和22年）4月1日 - 学制改革により、的形村立的形小学校と改称。
- 1958年（昭和33年）1月1日 - 的形村が姫路市へ編入されたのに伴い、姫路市立的形小学校と改称。
- 1985年（昭和60年） - 本館校舎を全面改築。
- 2007年（平成19年） - ビオトープ完成。

## 通学区域
- 姫路市
  - 的形町的形、的形町福泊

卒業生は基本的に姫路市立大的中学校へ進学する。

## 周辺
- 姫路市的形支所
- 的形川
- 姫路的形郵便局
- 福泊キャンプ場
- 小赤壁
- 的形潮干狩場・的形海水浴場
- 国道250号（浜国道）

## アクセス
- 山陽電気鉄道本線 的形駅から南へ300m
- 神姫バス姫路駅南口から93系統 的形循環線乗車 的形西バス停から南東へ300m

## 通学区域が隣接している学校
- 姫路市立大塩小学校
- 高砂市立北浜小学校
- 姫路市立別所小学校
- 姫路市立四郷学院
- 姫路市立糸引小学校
- 姫路市立八木小学校